# Eremocosta formidabilis
Eremocosta formidabilis är en spindeldjursart som först beskrevs av Simon 1879.  Eremocosta formidabilis ingår i släktet Eremocosta och familjen Eremobatidae. Inga underarter finns listade i Catalogue of Life.